# 陈之航
陈之航（1927年—），男，四川简阳人，中国热能工程专家，曾任上海机械学院教授、博士生导师，第五、六届全国人大代表。